# 玉本寺
玉本寺位于中国西藏自治区尼玛县甲谷乡吉松村，是一座苯教寺院。

## 历史
当惹雍错是苯教徒心中的神湖，湖东岸有苯教寺庙玉本寺和圣山穷宗。自穷宗赴玉本寺，需要攀登当惹雍错东岸的陡峭山坡。玉本寺位于尼玛县甲谷乡吉松村，2011年通公路，从尼玛县城驱车4小时可到达玉本寺。
传说，玉本寺创建于象雄时期，约公元7世纪以前。顿珠拉杰所著《西藏苯教简史》载，象雄的苯教智者色尼噶戊在公元1世纪前后在当惹雍错之畔创建了玉本寺，色尼噶戊为苯教早期十三传教大师之一，与他同时代的是吐蕃第二任赞普穆赤赞普。后来，玉本寺成了苯教高僧修行密宗的十分重要的道场。顿珠拉杰称，玉本寺在苯教中地位特殊，不仅是苯教最早的寺院之一，还是最后一代象雄王李弥夏的出生之地。
如今，该寺驻寺僧人不多，另外常有一些云游僧人。

## 建筑
玉本寺依山傍湖，位于当惹雍错之畔的一条凹进的山谷中。玉本寺建在半山坡的悬崖下，沿山坡分布有数十座建筑。主寺前面立有巨大的经幡柱，寺前的大石上刻着苯教的雍仲。寺墙上红下白，在荒山秃岭间十分鲜艳。玉本寺所在山谷的谷底有泉水，据说是神水。
玉本寺很像是建在山洞里的道场，洞外设有山门，其内的主要建筑依山体及洞穴而建。主殿内有铜佛、大师宝像、宝座，供台、经书、法器。后山有修行洞、大生佛、岩画以及若干神迹。
玉本寺内悬挂着许多幅各颜色的经条。寺内的三面墙上有经架，架上存放着苯教经典。玉本寺供奉的三尊金佛为：强巴、帮巴、谢玛新。
这一带气候恶劣，树木不易生长。玉本寺的僧人在山下种了两片树，已长成2米多高的树林。